# پیچ امین‌الدوله برگ‌بزی
پیچ امین‌الدوله (نام علمی: Lonicera caprifolium) گونه‌ای از گیاهان گلدار چندساله از جنس صناعی دوستLonicera-v.h و از تیره آقطیان است. این گیاه بومی بخش‌هایی از اروپا، شرق انگلستان جنوبی و شمال شرقی شمال آمریکا است. این گیاه قوی، رونده و خزانه‌دار  است که تا ۸ متر می‌تواند رشد کند. در اواسط تابستان نیز گل‌های معطر کرم رنگی آمیخته با صورتی بر شاخه‌های این گیاه ظاهر می‌شود.